# Кодське
Кодське́ (рос. Кодское) — село у складі Шатровського району Курганської області, Росія. Адміністративний центр Кодська сільської ради.
Населення — 601 особа (2010, 877 у 2002).
Національний склад станом на 2002 рік: росіяни — 96 %.